# Latifundium
Als Latifundium (lateinisch lātifundium, pl. lātifundia, deutsch auch Latifundien; aus lateinisch lātus, „großräumig“ und lateinisch fundus, „Grundstück, Landgut“) wurde im Römischen Reich ein ausgedehntes Landgut oder Großgrundbesitz bezeichnet, dessen Größe 500 iugera (ca. 125 Hektar) überstieg.

## Geschichte
Latifundien kamen in der Römischen Republik nach dem Zweiten Punischen Krieg auf. Sie ergaben sich durch die zunehmende Größe von Landgütern, die u. a. eine Folge des für die Senatoren geltenden Verbotes war, Geldgeschäfte zu betreiben, und verdrängten in der späten Republik in vielen Gegenden die bisherige kleinbäuerliche oder auf Gutshöfe mittlerer Größe gestützte Landwirtschaft. Im 2. und 1. Jahrhundert v. Chr. wurde wiederholt, aber lange vergeblich versucht, diese Entwicklung durch Ansiedlung verabschiedeter Legionssoldaten und durch eine Ackergesetzgebung einzuschränken. Die Versuche der Volkstribune Tiberius und Gaius Gracchus, die Situation der Kleinbauern zu verbessern, waren im Senat nicht sehr beliebt: die beiden Brüder wurden von der Fraktion des römischen Landadels ermordet. Erst unter Kaiser Augustus gelang eine kleinere Bodenreform, sie galt aber nur für neu eroberte Gebiete.
In neu hinzukommenden Gebieten des Römischen Reiches waren Latifundien eine Grundform für den Aufbau römischer Landwirtschaftsformen, so insbesondere in Sizilien, Griechenland, Nordafrika, Gallien und im Donauraum. Dort waren sie auch Bestandteil der kaiserlichen Verwaltung dieser Gebiete.
Ein Latifundium produzierte neben den landwirtschaftlichen Gütern zur Versorgung der Besitzer und ihrer Arbeitskräfte zumeist ein regional bedeutendes Landwirtschaftsgut: Getreide, Oliven und Öl, Wein oder Vieh, aber auch spezielle Produkte wie etwa Garum. Arbeitskräfte auf dem Latifundium waren Sklaven; in der Spätantike zunehmend Kolonen, also halbfreie Bauern, die einzelne Parzellen des Latifundiums bewirtschafteten und dafür Pacht entrichteten. Ein Latifundium wurde dabei meist von einer Villa rustica als Zentrum verwaltet.
Latifundien waren teilweise im Staatsbesitz (und damit nachher im Besitz des römischen Kaisers), teilweise aber auch im Besitz einzelner Familien. Als Staatsbesitz wurden sie vom Kaiser an einflussreiche Familien vergeben und blieben so wirtschaftliche Grundlage für die Senatoren. Einige Latifundien haben sich als Großgrundbesitz etwa auf Sizilien bis in die Neuzeit halten können.

## Heutige Verwendung
Nach römischem Vorbild werden auch große Landgüter späterer Zeit, so insbesondere in Portugal, Spanien und Lateinamerika, als Latifundien (spanisch: latifundio) bezeichnet. Die Latifundienwirtschaft wurde oft kritisiert wegen der häufig damit verbundenen Eigentumskonzentration und Zerstörung kleinbäuerlicher dörflicher Strukturen, der Ausbeutung von indigenen Landarbeitern und kleinen Pächtern, der damit verbundenen Landflucht und neuerdings wegen der klimaschädlichen Rodung von Wäldern zwecks Anpflanzung von Monokulturen (Kaffee, Rinderzucht, seit 1870 Bananen, später Soja, Palmöl usw.) und der Folgen wie Bodenerosion und Wassermangel. Der politische Konflikt zwischen den Latifundistas (den konservativen Großagrariern) und dem liberalen Stadtbürgertum war der beherrschende politische Konflikt in Lateinamerika von etwa 1830 bis 1930. Nach der Weltwirtschaftskrise setzte in vielen Regionen eine Stagnation bzw. ein Niedergang der Latifundienwirtschaft ein, der durch das politische Erstarken sozialreformerischer Kräfte beschleunigt wurde, die an niedrigen Lebensmittelpreisen interessiert waren und den Einfluss ausländischer Investoren begrenzen wollten. Das führte oft zu diplomatischen Verwicklungen mit den USA.
Wurden traditionelle Latifundien eher extensiv bewirtschaftet und die Grundrenten privat akkumuliert, ohne die Erlöse wieder zu investieren, basiert die Latifundienwirtschaft seit den 1970er Jahren zunehmend auf hohem Kapitaleinsatz (technocratic latifundismo) und der sog. Tabula-rasa-Politik, also großflächiger Abholzung.